# Нгади Чули
Нгади Чули (на непалски: ङादी चुली) е връх в Хималаите, Непал. Другите имена, с които върхът е известен, са Пик 29, Дакура, Дунапурна, Дакум). Нгади Чули е висок 7871 m н.в., което му отрежда 20-о място сред най-високите върхове. Разположен е в дял Мансири Химал, където пó на север доминира връх Манаслу (8156 m), а южно от него се извисява Хималчули (7893 m).

## Изкачвания
Връхът е твърде рядко посещаван, неуспешните експедиции са повече от успешните. Първото недоказано изкачване е направено от японеца Хироши Ватанабе и шерпа Лхакса Церинг през 1970 г. Те атакуват върха по източното ребро от 5-и лагер на 7500 m, но изчезват от поглед на около 70 м под върха за около два часа. По-късно, вече слизайки през труден снежен ръб, ги виждат да падат по ледената стена. Падането им започва от около 7600 m и завършва на височина около 6900 m, близо до лагер 4. По-късно откриват телата им, но нито фотоапаратите, нито пикелите им не са намерени, с което липсват доказателства за покоряването на върха. Следват още три японски експедиции през 1974, 1978 и 1982 г., но те също са неуспешни. Първото потвърдено успешно изкачване е направено от полските алпинисти Ришард Гайевски и Мачей Павликовски на 8 май 1979 г. по западния контрафорс.

## Хронология
- 1961 Първо разузнаване на върха, Япония.
- 1969 Трета японска експедиция, достига до 7350 м.
- 1970 Непотвърдено първо изкачване (от изток).
- 1978 Седма японска експедиция, трима загинали.
- 1979 Първо потвърдено изкачване, Полша.

Изненадващо, към 2014 не са правени опити за изкачване от последната японска експедиция през 1982 г.